# Ezio Loik
Ezio Loik (26. září 1919, Rijeka, Italské království – 4. května 1949, Superga, Itálie) byl italský fotbalový útočník. Zemřel při tragedii Superga, když klubové letadlo narazilo s hráči do baziliky Superga.

## Kariéra
Narodil se v Rijece, která byla v letech 1924 až 1947 součást Itálie a město se jmenovalo Fiume. Zde začal hrát fotbal a za dospělé debutoval v 17 letech v sezoně 1936/37. Ve třetí lize odehrál 31 utkání a vstřelil 12 branek. Po tomto zdařilém roce jej koupil Milán, kde hrál tři roky. V roce 1940 odešel do Benátek a zde vytvořil se spoluhráčem Mazzolou vybornou dvojci, která dostala přezdívku coppia d'assi. S klubem vyhrál Italský pohár (1940/41). 
Po dvou letech přestoupil s Mazzolou do Turína. Oba stály 1,2 milionů lir + dva hráči. Za Turín odehrál do tragického dne celkem 176 utkání a vstřelil 70 branek. Vyhrál pět titulů (1942/43, 1945/46, 1946/47, 1947/48, 1948/49) a jeden Italský pohár (1942/43).
Za italskou reprezentací odehrál devět přátelských utkání a vstřelil čtyři branky.

## Hráčská statistika
| Sezóna            | Klub              | Liga              | Liga   | Liga | Ligové poháry | Ligové poháry | Ligové poháry | Kontinentální poháry | Kontinentální poháry | Kontinentální poháry | Celkem | Celkem |
| Sezóna            | Klub              | Soutěž            | Zápasy | Góly | Soutěž        | Zápasy        | Góly          | Soutěž               | Zápasy               | Góly                 | Zápasy | Góly   |
| ----------------- | ----------------- | ----------------- | ------ | ---- | ------------- | ------------- | ------------- | -------------------- | -------------------- | -------------------- | ------ | ------ |
| 1936/37           | Fiumana           | Serie C           | 31     | 12   | -             | 0             | 0             | -                    | 0                    | 0                    | 31     | 12     |
| 1937/38           | Milán             | Serie A           | 2      | 1    | IP            | 3             | 2             | Stř.P                | 1                    | 1                    | 6      | 4      |
| 1938/39           | Milán             | Serie A           | 22     | 4    | IP            | 4             | 1             | -                    | 0                    | 0                    | 26     | 5      |
| 1939/40           | Milán             | Serie A           | 30     | 4    | IP            | 1             | 0             | -                    | 0                    | 0                    | 31     | 4      |
| Celkem za Milán   | Celkem za Milán   | Celkem za Milán   | 54     | 9    | -             | 8             | 3             | -                    | 1                    | 1                    | 63     | 13     |
| 1940/41           | Benátky           | Serie A           | 30     | 7    | IP            | 6             | 3             | -                    | 0                    | 0                    | 36     | 10     |
| 1941/42           | Benátky           | Serie A           | 30     | 6    | IP            | 4             | 1             | -                    | 0                    | 0                    | 34     | 7      |
| Celkem za Benátky | Celkem za Benátky | Celkem za Benátky | 60     | 13   | -             | 10            | 4             | -                    | 0                    | 0                    | 70     | 17     |
| 1942/43           | Turín             | Serie A           | 30     | 9    | IP            | 5             | 1             | -                    | 0                    | 0                    | 35     | 10     |
| 1944              | Turín             | Národní divize    | 16     | 7    | -             | 0             | 0             | -                    | 0                    | 0                    | 16     | 7      |
| 1945/46           | Turín             | Národní divize    | 39     | 16   | -             | 0             | 0             | -                    | 0                    | 0                    | 39     | 16     |
| 1946/47           | Turín             | Serie A           | 30     | 12   | -             | 0             | 0             | -                    | 0                    | 0                    | 30     | 12     |
| 1947/48           | Turín             | Serie A           | 33     | 16   | -             | 0             | 0             | -                    | 0                    | 0                    | 33     | 16     |
| 1948/49           | Turín             | Serie A           | 28     | 9    | -             | 0             | 0             | -                    | 0                    | 0                    | 28     | 9      |
| Celkem za Turín   | Celkem za Turín   | Celkem za Turín   | 176    | 69   | -             | 5             | 1             | -                    | 0                    | 0                    | 181    | 70     |
| Celkově           | Celkově           | Celkově           | 321    | 103  | -             | 23            | 8             | -                    | 1                    | 1                    | 345    | 112    |

## Hráčské úspěchy

### Klubové
- vítěz italské ligy (5x)

Turín: 1942/43, 1945/46, 1946/47, 1947/48, 1948/49
- vítěz italského poháru (2x)

Benátky: 1940/41 

Turín: 1942/43